# Lewis Williams (Dartspieler)
Lewis Williams (* 18. Januar 2002 in Swansea) ist ein walisischer Dartspieler.

## Karriere
Lewis Williams nahm bereits 2018 im Alter von 16 Jahren auf der PDC Development Tour teil. Bereits bei seinem ersten Turnier auf der Development Tour erreichte er das Achtelfinale. Jedoch konnte er im weiteren Verlauf des Jahres nicht genügend Preisgeld einspielen um sich für die PDC World Youth Championship 2018 zu qualifizieren. 2020 spielte er erfolglos die PDC Qualifying School (Q-School). Über den Rileys Amateur Qualifiers gelang ihm die Qualifikation für die UK Open 2020. Dort konnte er mit Siegen über Robert Owen, Adrian Gray und José de Sousa bis ins Achtelfinale vordringen, wo er erst im Decider gegen Steve West ausschied. Im Oktober 2020 erreichte Williams dann auf der Challenge Tour sein erstes Finale.
Mit zwei Halbfinalteilnahmen und weiteren guten Leistungen bei der Q-School 2021 sicherte sich Williams über die Rangliste eine Tourkarte für die PDC Pro Tour. Direkt danach beim ersten Turnier der Players Championships 2021 zog er direkt ins Achtelfinale ein. Die UK Open 2021 begann Williams mit einem gewann mit einem 6:3-Sieg über Luc Peters, unterlag dann aber in Runde zwei Scott Mitchell mit 5:6. Außerdem erreichte er noch zwei weitere Halbfinale bei den Players Championships und qualifizierte sich für die Hungarian Darts Trophy, wo er nach Siegen über Gabor Jagica und Krzysztof Ratajski ebenfalls unter den letzten 16 war. Er unterlag hier aber Adam Gawlas. Diese Leistung reichte in diesem Jahr aus, um sich ebenfalls für die European Darts Championship zu qualifizieren. An Position 27 gesetzt traf er in Runde eins auf José de Sousa, gegen den er mit 4:6 verlor.
Auf der PDC Uk Development Tour erreichte Williams ein Halbfinale. Er nahm daraufhin wieder an der PDC World Youth Championship teil und war an Position sechs gesetzt. Er hielt sich dabei in der Gruppenphase schadlos und zog somit ins Achtelfinale ein, in dem er Keelan Kay mit 1:5 unterlag. Über die Pro Tour Order of Merit gelang Williams ebenfalls die Qualifikation zur PDC World Darts Championship 2022, wo er schließlich sein WM-Debüt gegen den Japaner Toyokazu Shibata gab, den er mit 3:0 besiegte. In der zweiten Runde traf er schließlich auf Gabriel Clemens und unterlag mit einer schwachen Leistung 0:3.
Im darauffolgenden Jahr 2022 startete Williams gut in die Development Tour-Saison. Ein Viertelfinale und ein Finaleinzug gelangen ihm am ersten Wochenende. Außerdem zog er bei den International Darts Open ins Achtelfinale ein, nachdem er Dennis Nilsson und erneut Krzysztof Ratajski besiegte und letztlich Jonny Clayton unterlag. Bei den UK Open 2022 stieg Williams in Runde zwei ein, in der er mit 1:6 gegen Martin Schindler verlor.
Am zweiten Wochenende der Development Tour Anfang Mai stand Williams erneut einmal im Finale und in zwei Viertelfinale. Bei den Players Championships 2022 hingegen gelang ihm noch wenig. Auf der Development Tour gelang ihm Ende August schließlich ein Turniersieg, den er gegen Kevin Doets erzielte. Bei einer zweiten European Tour-Qualifikation für die German Darts Open erhielt Williams ein Freilos für die zweite Runde, in der er Gerwyn Prics unterlag.
Bei der PDC World Youth Championship 2022 war Williams an Position Nummer drei gesetzt. Er gewann auch sein erstes Match gegen Tavis Dudeney, verlor dann aber überraschend gegen James Beeton und schied somit als Gruppenzweiter aus. Für die PDC World Darts Championship 2023 war er ebenfalls qualifiziert, dieses Mal aber über die Development Tour. In der ersten Runde traf er auf Niels Zonneveld und überzeugte mit 3:0 in Sätzen. In der zweiten Runde gewann er dafür gegen Michael van Gerwen nur ein Leg und schied somit klar aus.
Bei der PDC Pro Tour 2023 gelang Williams direkt die Qualifikation für das erste European Tour-Event, die Baltic Sea Darts Open, bei denen er in der ersten Runde Dennis Nilsson besiegte. In der zweiten Runde verlor er gegen Dave Chisnall. Bei den UK Open 2023 stieg Williams in der dritten Runde ein, verlor aber direkt mit 1:6 gegen Danny Jansen. Auch in diesem Jahr gelangen ihm bei den Players Championships 2023 keine wirklichen Erfolge, sodass er ab September keine Pro Tour-Events mehr spielte und sich somit auch für kein weiteres Major qualifizierte. Zuvor ging er zwar noch an Position vier gesetzt bei der PDC World Youth Championship 2023 an den Start, gewann aber kein Spiel. Auch der Tour Card Holder Qualifier für die Weltmeisterschaft verlief nicht erfolgreich, sodass Williams als 85. der PDC Order of Merit am Ende des Jahres seine Tour Card wieder abgeben musste.
Somit ging Williams bei der Q-School 2024 wieder an den Start und durfte dabei in der Final Stage starten. Er gewann seine Tour Card jedoch klar nicht zurück.

## Weltmeisterschaftsresultate

### PDC-Jugend
- 2020: Gruppenphase (5:1-Sieg gegen  Michael Poole und 4:5-Niederlage gegen  Jack Male)
- 2021: Achtelfinale (1:5-Niederlage gegen  Keelan Kay)
- 2022: Gruppenphase (5:4-Sieg gegen  Tavis Dudeney, 4:5-Niederlage gegen  James Beeton)
- 2023: Gruppenphase (2:5-Niederlage gegen  Moreno Blom, 0:5-Niederlage gegen  Aoife McCormack)

### PDC
- 2022: 2. Runde (0:3-Niederlage gegen  Gabriel Clemens)
- 2023: 2. Runde (0:3-Niederlage gegen  Michael van Gerwen)

## Titel

### PDC
- Secondary Tour Events
  - PDC Development Tour
    - PDC Development Tour 2022: 19